# Konrad Józef Zieliński

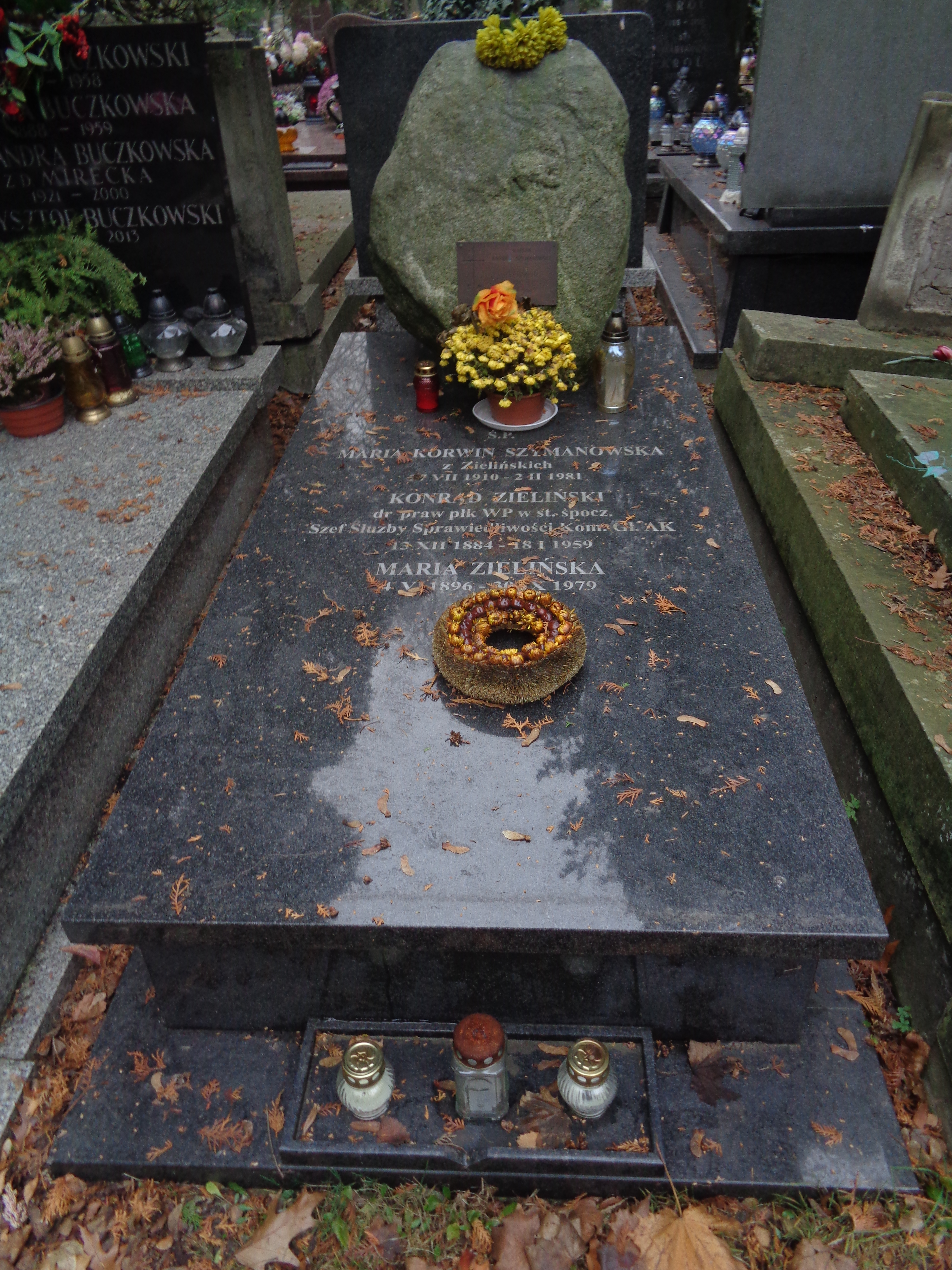
Grób Konrada Józefa Zielińskiego na Cmentarzu Wojskowym na Powązkach

Konrad Józef Zieliński, ps. „Karola” (ur. 13 grudnia 1884 w Bożej Woli, pow. Mińsk Mazowiecki, zm. 18 stycznia 1959 w Warszawie) – pułkownik audytor Wojska Polskiego II RP, doktor prawa.

## Życiorys
Urodził się 13 grudnia 1884 w dobrach swojego ojca Gustawa i matki Józefiny Bębnowskiej. W 1903 został przez władze rosyjskie usunięty z 6 klasy II Gimnazjum w Warszawie, a w czerwcu 1905 otrzymał świadectwo dojrzałości w IV Gimnazjum w Krakowie. Studiował w latach 1905–1909 na Wydziale Prawa Uniwersytetu Jagiellońskiego i w lipcu 1910 uzyskał stopień doktora prawa. W Krakowie odbywał aplikację sądową, a od stycznia 1912 w Nowym Targu i Krościenku adwokacką, gdzie w 1913 został współzałożycielem Związku Strzeleckiego. 
Służył w stopniu szeregowca od sierpnia 1914 w IV batalionie 1 pułku piechoty Legionów. Zdołał zataić przez kilka miesięcy poważną wadę wzroku (minus 12 dioptrii), a w listopadzie 1914 w wyniku superrewizji lekarskiej musiał opuścić Legiony Polskie. Wrócił do praktyki adwokackiej i działalności w Związku Strzeleckim w Krościenku. 
Ponownie zataił w czerwcu 1919 swoją wadę wzroku i wstąpił jako jednoroczny ochotnik do Wojska Polskiego. Walczył dwa miesiące na froncie w stopniu szeregowca w 1 pułku strzelców podhalańskich. W sierpniu został przeniesiony do sądu polowego Grupy „Bug”, a w następnym miesiącu do 3 Dywizji Piechoty Legionów.
25 lutego 1920 został mianowany podporucznikiem Korpusu Sądowego, zaliczony do Rezerwy armii z jednoczesnym powołaniem do służby czynnej w sądownictwie wojskowym na czas wojny oraz przydzielony do Sądu Wojskowego Okręgu Generalnego w Warszawie, w charakterze oficera asystenta. Przeniesiony w sierpniu 1920 na stanowisko referenta personalnego Oddziału VI (prawnego) Sztabu Ministerstwa Spraw Wojskowych, a do Sądu Polowego Grupy Wojsk „Bieniakonie” w kwietniu 1921. Asystent od listopada 1921, a p.o. sędziego śledczego w Wojskowym Sądzie Okręgowym I w Warszawie od maja 1923. Był obrońcą z urzędu oficerów WP Walerego Bagińskiego i Antoniego Wieczorkiewicza. Doczekał się wyrazów uznania w prasie lewicowej za swoją postawę podczas procesu, podkreślające jego osobistą uczciwość i rzetelność. 
Z dniem 15 sierpnia 1923 został przeniesiony do Departamentu Sprawiedliwości Ministerstwa Spraw Wojskowych w Warszawie, a 15 stycznia 1926 został zatwierdzony na stanowisku referenta w Wydziale II togoż departamentu. 12 kwietnia 1927 roku został mianowany podpułkownikiem ze starszeństwem z 1 stycznia 1927 roku i 7. lokatą w korpusie oficerów sądowych. 21 czerwca tego roku Prezydent RP mianował go prokuratorem przy wojskowych sądach okręgowych, a minister spraw wojskowych przeniósł do Prokuratury przy Wojskowym Sądzie Okręgowym II w Lublinie na stanowisko prokuratora. W grudniu 1927 został przeniesiony służbowo do Najwyższego Sądu Wojskowego. 27 lutego 1928 został przeniesiony z Prokuratury przy WSO Nr II do Prokuratury przy Wojskowym Sądzie Okręgowym Nr I w Warszawie na stanowisko prokuratora. 29 stycznia 1932 roku został mianowany pułkownikiem ze starszeństwem z 1 stycznia 1932 roku i 3. lokatą w korpusie oficerów sądowych. 10 marca 1932 Prezydent RP zwolnił go ze stanowiska prokuratora przy wojskowych sądach okręgowych i mianował sędzią Najwyższego Sądu Wojskowego, a minister spraw wojskowych przeniósł do z Prokuratury przy WSO Nr I do Najwyższego Sądu Wojskowego na stanowisko sędziego. 9 kwietnia tego roku został zwolniony ze stanowiska sędziego NSW i z dniem 30 kwietnia przeniesiony do rezerwy. 
Od lipca 1932 prezes Sądu Apelacyjnego we Lwowie. We wrześniu 1934 został wybrany prezesem Towarzystwa Przyjaciół Związku Legionistów we Lwowie. Przeszedł na emeryturę we wrześniu 1935, ale pracował od września 1937 jako notariusz w Łęczycy.
W listopadzie 1939 został aresztowany przez władze niemieckie i do stycznia 1940 przebywał w miejscowym więzieniu. Wobec uniemożliwienia mu dalszej pracy w Łęczycy wyjechał do Warszawy. Od lutego 1941 do stycznia 1945 w konspiracji jako szef Służby Sprawiedliwości oraz z urzędu przewodniczący Wojskowego Sądu Specjalnego przy KG ZWZ-AK w stopniu pułkownika. Przy organizowaniu sieci Wojskowych Sądów Specjalnych ZWZ-AK i przy opracowywaniu podstaw prawnych ich działalności położył poważne zasługi. Lokale Szefostwa Służby Sprawiedliwości, Oddziału IV KG AK i kurierów zagranicznych mieściły się w jego willi przy ul. Zajączka 26. Odcięty na Żoliborzu podczas Powstania warszawskiego, a 4 sierpnia 1944 był ranny. Ukrywał się po kapitulacji oddziałów powstańczych u krewnych w Rzeczycy i w okolicach Koluszek. Ponownie objął stanowisko Szefa Służby Sprawiedliwości KG AK w grudniu 1944 i piastował je do chwili rozwiązania AK w styczniu 1945. W Łęczycy od lutego 1945 ponownie był notariuszem, a od sierpnia 1946 jako adwokat w Koszalinie. 10 grudnia 1946 został aresztowany i wyrokiem Rejonowego Sądu Wojskowego w Warszawie z 30 maja 1952 skazany na 15 lat więzienia. 16 kwietnia 1954 został zwolniony z więzienia z powodu złego stanu zdrowia. Później pracował w Miejskim Zarządzie Budynków Mieszkalnych na stanowisku starszego inspektora sanitarnego. Postanowieniem Sądu Najwyższego z 13 września 1956 został zrehabilitowany.
Zmarł w Warszawie 18 stycznia 1959. Pochowany na Cmentarzu Wojskowym na Powązkach (kwatera A29-5-21).

## Ordery i odznaczenia
- Krzyż Niepodległości (9 października 1933)[19]
- Krzyż Oficerski Orderu Odrodzenia Polski (10 listopada 1928)[20]
- Krzyż Walecznych (28 września 1944)
- Złoty Krzyż Zasługi (16 marca 1928)[21]